# Американская революция
Американская революция (англ. American Revolution) — антиколониальное движение, происходившее между 1765 и 1783 годами на территории британских владений Северной Америки. Будучи в военном союзе с Францией, колонисты одержали сокрушительную для метрополии победу в Войне за независимость (1775—1783), главнейшим итогом которой стало провозглашение Соединённых Штатов Америки и признание британской короной их полной и безоговорочной независимости.
Континентальным конгрессом 1765 года, образованным по причине принятия в том же году Акта о гербовом сборе, был объявлен принцип «нет налогам без представительства», который отвергал полномочия английского парламента облагать колонии любым налогом по причине отсутствия представителей последних в данном руководящем органе. Подобные протесты упорно множились вплоть до Бостонской бойни (1770) и сожжения британского таможенного судна «Гаспи» (англ. Gaspee) близ Род-Айленда (1772). За этими двумя событиями последовало ещё одно — не менее значимое — Бостонское чаепитие (1773). Ответом британской стороны стало закрытие гавани Бостона и принятие ряда карательных мер в отношении колонии Массачусетского залива, фактически аннулировавших её право на самоуправление. Однако другие колонии начали сплачиваться вокруг Массачусетса, и уже в конце 1774 года на Континентальном конгрессе группа колониальных лидеров установила своё собственное правительство с целью скоординировать будущее сопротивление Великобритании; другая же часть населения продолжала хранить верность короне, получив название лоялистов или тори.
Напряжение в американо-британских отношениях достигло своего пика 19 апреля 1775 года, когда солдаты короля Георга попытались уничтожить припасы колониальных войск в Лексингтоне и Конкорде. Впоследствии конфликт перерос в войну, в которой американцы (а затем и их французские союзники) сражались с англичанами и лоялистами в так называемой Войне за независимость (англ. American Revolutionary War или American War of Independence). В каждой из тринадцати колоний были сформированы свои Провинциальные конгрессы (англ. Provincial Congresses), перенявшие власть бывшего колониального правительства и подавлявшие лоялистские настроения. Ими же была набрана Континентальная армия во главе с генералом Дж. Вашингтоном. 2 июля 1776 года конгресс объявил Георга III тираном, который растоптал всякое право колонистов как англичан (то есть как своего народа). Также конгрессом была провозглашена свобода и независимость колоний.
Континентальная армия выгнала английских солдат из Бостона в марте 1776 года, но тем же летом и до конца войны потеряла Нью-Йорк и его стратегически важную гавань. Британский Королевский флот оккупировал порты и на короткое время захватывал американские города, однако британцам не удалось разбить армию Вашингтона. Зимой 1775—1776 годов ополченцы попытались вторгнуться в Канаду чтобы подчинить себе британскую провинцию Квебек, а также присоединить франкоканадцев к участию в войне на стороне тринадцати колоний. Кампания не увенчалась успехом, однако в октябре 1777 года американцами была выиграна битва при Саратоге. Франция вступила в войну в качестве союзника США, располагая при этом большой армией и флотом. Военные действия перенеслись на территорию южных штатов, где Чарльз Корнуоллис в 1780 году осадил Чарлстон и принудил к капитуляции армию генерала Линкольна; но ему не удалось привлечь достаточно добровольцев из числа лоялистов для эффективного контроля над территорией. Наконец, осенью 1781 года объединённые американские и французские силы окружили Корнуоллиса в Йорктауне. Капитуляция Корнуоллиса фактически положила конец войне. Парижский мир был подписан 3 сентября 1783 года, закончив войну и подтвердив полное отделение новой нации от Британской империи. Соединённые Штаты овладели почти всей территорией к востоку от реки Миссисипи и к югу от Великих озёр, при этом британцы сохранили контроль над Канадой, а Испания захватила Флориду.
Среди результатов революции следует отметить создание Конституции США и создание относительно сильного федерального правительства, разделённого на три ветви: законодательную, исполнительную и судебную. Революция также привела к массовой миграции около 60 000 лоялистов в прочие британские земли, особенно в Канаду.

## Причины революции

Восточное побережье по состоянию на 1775 г. Линия, определённая Королевской декларацией 1763 г., разграничивает индейскую территорию (розового цвета) и Тринадцать колоний (красного цвета). Оранжевым цветом выделены владения Испании.

### Экономические причины
В течение XVIII века Великобритания утвердилась как ведущая держава, как мировой гегемон. Ярким проявлением лидерства Великобритании стала её победа в Семилетней войне 1756—1763 годов. Условия Парижского мирного договора (1763 г.) закрепляли положение Великобритании как главной экономической, морской и колониальной державы. Все французские колонии в Северной Америке были присоединены к Великобритании, и её правительство, более не нуждаясь в поддержке американских колонистов, начало усиленно их эксплуатировать: вводить ограничивающие законы и облагать их всё новыми налогами и пошлинами.
Происходившая в этот период промышленная революция в Великобритании потребовала использования колоний не только как поставщиков сырья, но и как потребителей английских промышленных товаров. Из-за системы меркантилизма импорт из Британской империи все больше превышал экспорт из колоний. Американские колонисты должны были отдавать английской казне налоги, но средства для этого могли добыть, торгуя только с самой Британской империей. Помимо ограничения торговли с другими странами, колониям было запрещено развивать собственное промышленное производство. Политика меркантилизма вела к тому, что колонии имели пассив торгового баланса, который по факту являлся крупным косвенным налогом в пользу правящих классов Великобритании. Экстенсивное развитие плантаций и фермерских хозяйств южных колоний в условиях монокультуры вело к зависимости землевладельцев от английских купцов, к росту их задолженности перед купцами. Британские купцы все чаще сталкивались с сокращением оборотов в торговле с колониями, которые прибегали к нелегальным сделкам с Голландией. Под давлением своей торговой буржуазии, английская корона отменила ряд колониальных ограничений.
Американский историк Г. Аптекер так формулирует общие задачи английской колониальной политики:
- монополизация рынка сбыта для изделий английской промышленности, а для этого ограничить местное промышленное производство;
- содействие интересам английских торговцев пушниной, спекулянтов землями, рыболовов, лесопромышленников;
- развитие судоходства только в пределах английских владений и монополизировать экономические выгоды от торговли;
- утверждение английского господства в области торговли колониальными товарами;
- установление контроля над кредитом и финансами колоний;
- запрет заселения колонистами западных земель;
- централизация политического управления колониями, удушить развитие демократических идей и учреждений и ограничить права органов самоуправления, в первую очередь в финансовых и юридических вопросах;
- усиление роли военных в жизни колоний;
- покрытие расходов по управлению колониями за счёт самих колоний;
- охрана интересов английских инвесторов в колониях.

Британское правительство рассматривало американские колонии как источник средств для компенсации потерянных доходов. Так, гербовый сбор 1765 года был введён для возмещения того, что корона потеряла, снизив земельный налог в Британии. А в 1773 году правительство предоставило Ост-Индской компании право беспошлинной торговли чаем в Америке. Ост-Индская компания в эти годы была на грани банкротства в связи с колоссальным голодом в Индии, унёсшим жизни от четверти до трети индийцев. Для поправки её положения компании были предоставлены эти льготы. Именно чай Ост-Индской компании был потоплен в 1773 году во время Бостонского чаепития.
В 1772—1775 годах, предшествовавших военным действиям, английская экономика переживала спад, который усиливал тяжесть положения колоний.

### Политические причины

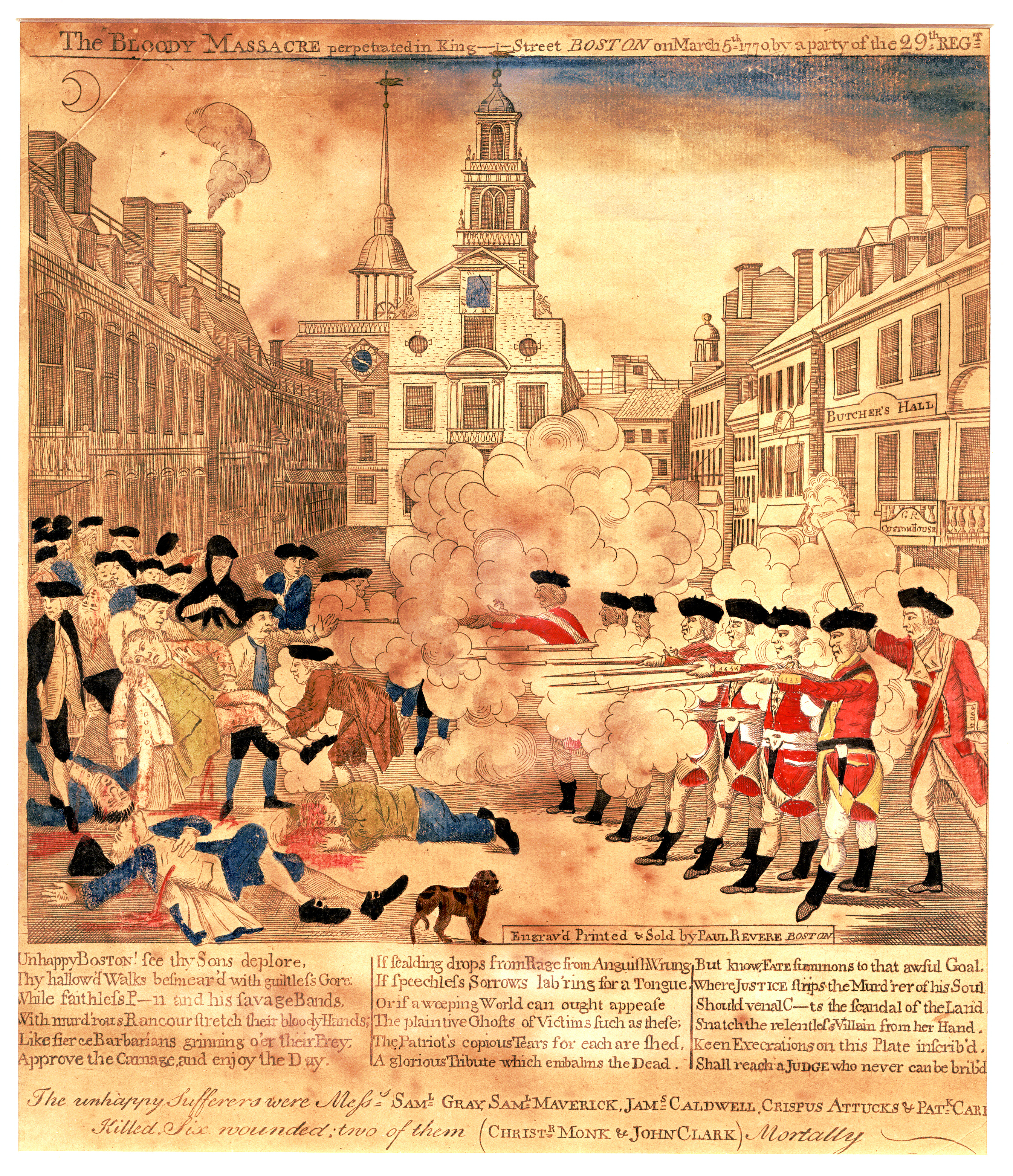
«Инцидент на Кинг Стрит», или Бостонская бойня, 5 марта 1770 года.

В 1763 году британское правительство запретило колонистам селиться на запад от Аппалачей. В том же году королевский военно-морской флот начал нести патрульную службу вдоль американского побережья для контроля над торговлей колоний.
В 1764 году все дела о нарушителях законов о торговле были переданы в ведение судов вице-адмиралтейства, где разбирательство велось без участия присяжных. Британский парламент принял Валютный акт, регулирующий обращение бумажных денег в колониях. Британские купцы видели в бумажных деньгах средство ухода от уплаты долгов. Как и всем колониям, Америке было запрещено выпускать бумажные деньги и было вменено в обязанность выплачивать таможенные пошлины серебром.
В 1765 году в колонии были назначены верховные контролёры (суперинтенданты) по индейским делам для ведения торговлей пушниной и дипломатическими сношениями с индейцами. Таким образом, эти вопросы, которые до тех пор находилось в основном в руках губернаторов и законодательных собраний колоний, были переданы под постоянный контроль английской короны.
Введённый в том же году гербовый сбор нанёс удар дельцам и адвокатам, и был воспринят широкими массами колонистов как угроза для свободы печати и свободы политической агитации. Дела о нарушении этого закона должны были разбираться судами вице-адмиралтейства, что представляло собой новое посягательство на неотъемлемое право быть судимым присяжными, избранными из той же среды, к какой принадлежит и подсудимый.
Акт о гербовом сборе был открыто несправедлив к американцам. Так, например, чтобы получить права нотариуса, в Великобритании надо было заплатить 2 фунта стерлингов, а в Америке — 10. До этого налоги использовались для развития инфраструктуры торговли и промышленности и были, в основном, понятны населению.
В обсуждении целесообразности введения налогов не принимали участия представители американцев. Ситуацию усугубляло введение налога на газеты, вызвавшее недовольство самих владельцев газет. Эти обстоятельства вызвали крайнее возмущение, нашедшее выражение в митингах и имевшей уже значение периодической и непериодической печати Америки (между прочим, брошюры массачусетского юриста Джеймса Отиса «Права британских колоний» и губернатора Колонии Род-Айленда и плантаций Провиденса Стивена Хопкинса «Права колонистов» доказывали, что право обложения налогами должно находиться в связи с представительством), а также в различных уличных беспорядках (например, в дом англофильского писателя Говарда, полемизировавшего с Хопкинсом, ворвалась толпа и всё изломала; сам Говард с трудом спасся). В законодательных собраниях были приняты торжественные протесты против этих двух законов.

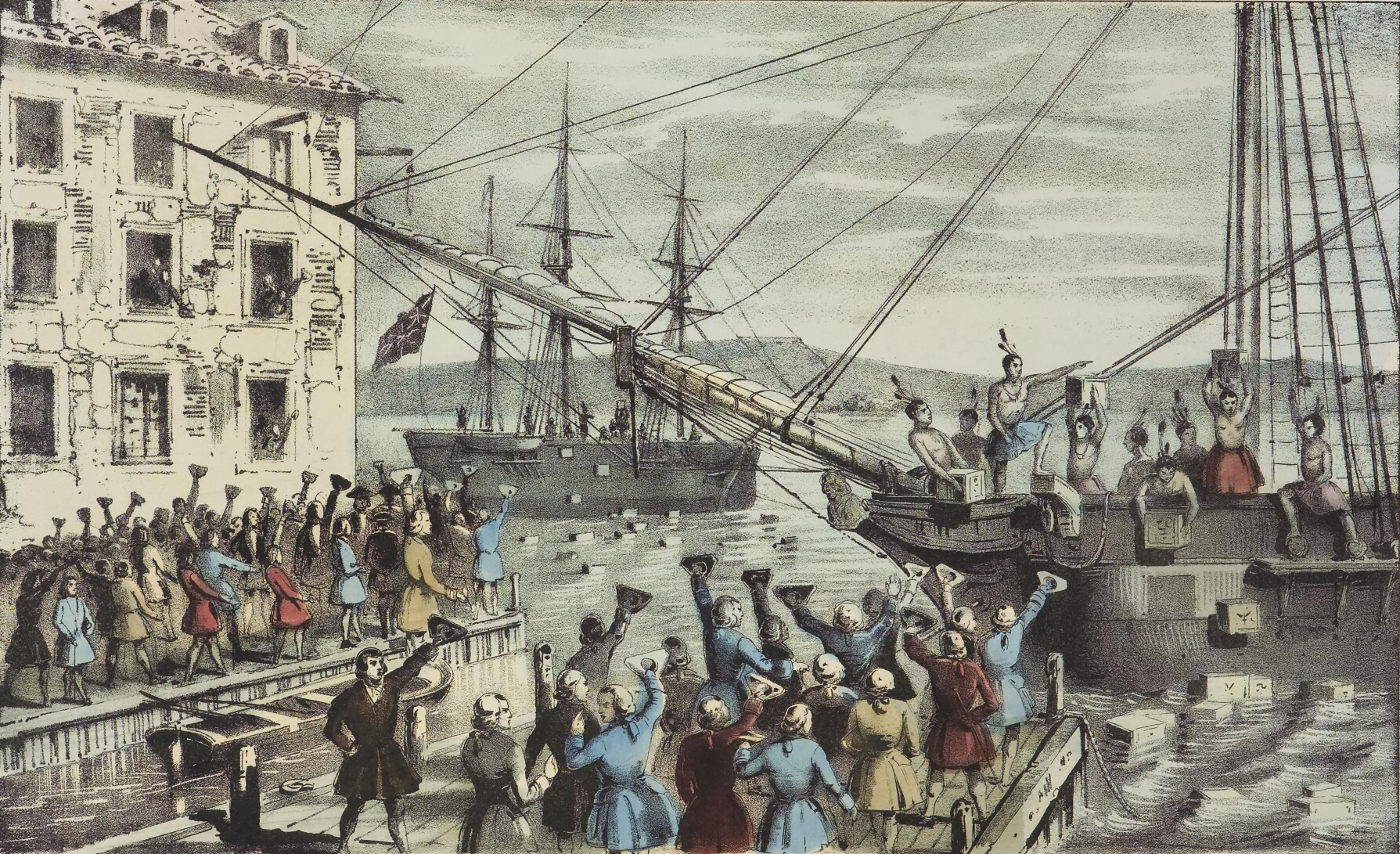
«Уничтожение чая в Бостонской гавани», литография 1846 года, это событие известно как «Бостонское чаепитие»

В Массачусетсе была произнесена знаменитая фраза, приписываемая Джеймсу Отису и ставшая девизом в борьбе: «Налоги без представительства — это тирания», превратившемся в более короткий лозунг «Нет — налогам без представительства». Виргинское собрание увидело в штемпельном акте явное стремление уменьшить свободу американцев. В том же 1765 году в Нью-Йорке собрался «Конгресс против штемпельного сбора», представлявший собою большую часть колоний; он выработал Декларацию прав колоний. Почти во всех колониях стали появляться организации, называвшие себя «Сынами свободы». Они сжигали чучела и дома английских должностных лиц. Среди лидеров Сынов свободы был Джон Адамс — один из отцов-основателей США и будущий второй президент страны.
Все эти события, а также фактическая невозможность американцев платить сбор, привели к отмене Акта о гербовом сборе в марте 1766 года; но вместе с тем английский парламент торжественно объявил о своём праве и впредь «издавать законы и постановления, касающиеся всех сторон жизни колоний». Губернаторам колоний было приказано распускать законодательные собрания, которые будут протестовать против английских властей. Негодование в Америке усиливалось, воодушевляясь своей победой в вопросе о гербовом сборе.
Одновременно с гербовым сбором решено было расквартировать в Америке английские войска в количестве 10 тысяч человек с обязательством американцев обеспечить их жильём, определёнными пищевыми продуктами и предметами мебели для удобства солдат.
В марте 1770 года английские солдаты в Массачусетсе открыли огонь по безоружной толпе, убив нескольких человек. Бостонская бойня заставила Англию отменить все сборы, кроме налога на чай, чему поселенцы не стали противиться, а просто от законного ввоза чая перешли к его контрабанде.
В 1772 году Сэмюэль Адамс, лидер организации «Сыны свободы», приступил к созданию Комитетов по корреспонденции, связавших патриотов во всех колониях. Во время созыва Первого Континентального конгресса Комитеты по корреспонденции контролировали соблюдение бойкота английских товаров.
В то же время, в 1773 году, британский парламент принял Чайный Акт, снизивший цену на законный, облагаемый пошлиной чай и сделавший его конкурентоспособным по сравнению с контрабандным голландским. В Америку были отправлены корабли с чаем, а для борьбы с контрабандой назначены ответственные грузополучатели. 16 декабря группа «Сынов Свободы» во главе с Сэмюэлом Адамсом, захватили корабли и выбросили в море чая на 10 000 фунтов стерлингов. Несколько десятилетий спустя это событие прозвали «Бостонским чаепитием», в ответ на эти действия, правительство назначило генерала Гейджа военным губернатором провинции Массачусетского залива. Он должен был претворить в жизнь только что принятые Невыносимые законы, имевшие целью усилить роль Британии в управлении колониями. В то же время был издан Квебекский акт, увеличивший территорию Канады за счёт земель, на которые претендовали другие американские колонии, и создавший автократическое правление. Тем самым Канада подготавливалась как плацдарм против колонистов.

### Роль Георга III
У власти в Британии долго, с 1770 по 1782 годы, находился кабинет лорда Норта, но фактически решения принимал король Георг III. Его личные качества, такие как упрямство и недальновидность, отражались на политике страны.

## Революционные силы
В середине XVIII века на территории 13 американских колоний проживало почти 3 миллиона человек, 2/3 которых были выходцами из Великобритании. Преимущественно небольшие поселения уверенно развивались. Колонии по правовому статусу делились на 3 группы: республики (Род-Айленд, Коннектикут), частные владения (Пенсильвания, Делавэр, Мериленд) и владения британской короны (Массачусетс, Нью-Гэмпшир, Нью-Йорк, Нью-Джерси, Вирджиния, Джорджия, Северная и Южная Каролина). Крупнейшим городом была Филадельфия с населением в 40 тысяч человек, во втором по величине городе Нью-Йорке насчитывалось 25 тысяч жителей. Северные земли осваивались купцами, рыбаками и охотниками, на плодородных угодьях юга богатели плантаторы. Но основную массу населения составляли фермеры, обрабатывающие собственные земли и полагавшиеся только на свои силы. Наиболее организованную патриотическую часть населения составляли городские ремесленники и мелкие торговцы. Именно этой части общества предстояло сыграть ключевую роль в грядущей революции и заложить основы американской нации.

### Массовая база
Репрессивные меры со стороны Британской империи в отношении колоний в первую очередь и наиболее тяжко сказывались на низах населения колоний, потому именно они оказались двигателем революционных перемен, в то время как верхи были более тесно связаны с имперской администрацией и были более склонны поддерживать «статус кво».
В состав революционных организаций активно вступали представители трудовых классов, прежде всего, ремесленников. В письме, появившемся в «Пенсильваниа джорнэл» от 5 апреля 1776 года говорилось:
«Разве ремесленники и фермеры не составляют девяносто девять сотых населения Америки? И если их по причине рода их занятий исключить из участия в выборах своих правителей или формы государственного устройства, то не лучше ли признать юрисдикцию английского парламента, составленного целиком из ДЖЕНТЛЬМЕНОВ?».
Правящие классы в колониях опасались демократических уравнительных тенденций движения за независимость. Страх перед народом, который они называли «чернью», толкал часть богатых граждан на сторону короля. Другие представители имущих классов считали возможным свергнуть тиранию Великобритании и при этом сохранить свои богатство и власть над соотечественниками.
Несмотря на классовые противоречия в самих колониях, революционное движение поддерживало подавляющее большинство американского населения. Это и стало залогом победы в борьбе с Великобританией — сильнейшей империей того времени.
Джордж Мэйсон в письме Джону Мерсеру, датированном 2 октября 1778 года, осудил попытки Англии пустить в ход ложь, «будто наша великая революция была делом фракции, клики честолюбцев, действовавших вопреки чаяниям американского народа. Напротив, ничто не было совершено без одобрения народа; в действительности народ опередил своих вождей, так что ни одна коренная мера не была принята, пока он не потребовал её во весь голос».
29 мая 1776 года комитет мастеровых Нью-Йорка потребовал от своих депутатов голосования за независимость. Конгресс провинций, где преобладали консерваторы, не дал своим депутатам подобных указаний, а 11 июля, уже после принятия Декларации независимости, и вовсе известил их о лишении полномочий говорить от имени этих провинций. Принятие Декларации вызвало наибольшее ликование именно в среде рабочих.

### Организации
На почве массовых аграрных движений протеста в колониях, таких как движение в связи с «войной из-за Земельного банка Массачусетса» 1740-х годов, или беспорядки в Нью-Йорке и обеих Каролинах 20 лет спустя, формируются нелегальные политические организации. Так же и в городах к 1750-м годам появились оппозиционные объединения механиков, ремесленников, купцов. Сначала их действия были направлены против местных властей, но вскоре стало очевидно, что источником бедствий является сам английский парламент.
Наиболее крупными революционными организациями стали «Сыны свободы», «Vox Populi», «Сыны Нептуна», «Дочери свободы». Организации моряков, такие как «Сыны Нептуна», стали предшественниками профсоюзов. Поначалу все эти объединения действовали тайно, а как только становились достаточно массовыми, чтобы не опасаться преследований, выходили из подполья.
«Сыны свободы» выдвинули идею межколониальной солидарности и подготовили созыв «Конгресса по поводу закона о гербовом сборе». Конгресс состоялся в 1765 году и позволил наладить связи между колониями и создать новые организационные структуры на местах. На нём были приняты три документа: «Декларация прав» и петиции к английскому королю и парламенту. Через неделю после завершения Конгресса 200 виднейших купцов Нью-Йорка приняли соглашение об отказе от ввоза английских товаров.
«Сыны свободы» действовали путём проведения митингов и демонстраций. Под давлением этих действий все сборщики налога были вынуждены отказаться от своих постов.
Народное возмущение также находило выход в политических забастовках, таких как забастовка нью-йоркских портовых рабочих, отказавшихся от выгрузки английских транспортов в 1768 году, и забастовка бостонских строителей против сооружения укреплений для англичан. В течение 60-х годов происходили потасовки между городскими рабочими и английскими солдатами.
Активную позицию заняли студенты. Они делали доклады по актуальным политическим вопросам, вступали в конфликты с лояльной Англии администрацией учебных заведений. Доходило до рукоприкладства и бойкота, причём поддержку студентам оказывал младший преподавательский состав. Так, в 1765 году студенты Йельского университета сначала избили ретроградного президента университета, а затем вынудили его уйти в отставку.
Самой массовой и прочной народной организацией стали городские собрания. Они принимали резолюции, обычно более решительные, чем предложения Конгресса.
Агитация против закона о гербовом сборе подготовила создание самостоятельных политических объединений мастеровых и ремесленников, которые составили левое крыло в американской революционной коалиции. Например, создатель Партии ремесленников Чарльстона Кристофер Гадсден первый выдвинул идею межколониального единства, заявив: «Все мы должны считаться американцами». Партия ремесленников Чарльстона также предложила метод экономического бойкота.
В 1768 году движение противодействия «законам Тауншенда» опиралось на опыт борьбы против закона о гербовом сборе. Снова были организованы комитеты связи, а в ответ на размещение в Бостоне английских войск началось создание провинциальных революционных конвентов. Впоследствии, несмотря на отмену этих законов и конформистские настроения купцов, народные вожди и массовые организации решили продолжать борьбу.
Был запущен процесс реорганизации колониальной милиции — в её руководство выдвигались лидеры сопротивления. Именно народная милиция сыграла центральную роль в ходе войны за независимость.
В 1772 году возникло движение «Ассоциаций», а в 1774 году — был снова созван Конгресс, где наиболее активно в поддержку политики сопротивления Великобритании выступила Палата штата Виргиния. Губернатор объявил о роспуске палаты, но её члены самочинно собрались и постановили созвать конгресс провинции для выбора делегатов на Континентальный конгресс. Так же и в других местах при противодействии губернаторов созданию местных революционных ассоциаций, ассоциации возникали помимо их воли и становились реальной властью.
Конгресс открылся 5 сентября 1774 года в Филадельфии. Из 56 делегатов 30 были адвокатами, 9 — плантаторами, 9 — купцами, 3 — чиновниками, 3 — мельниками, ещё 2 были землемером и плотником. Деление участников на радикалов и консерваторов обнаружилось ещё на стадии подготовки. Споры велись как по поводу чисто технических, так и в отношении более существенных вопросов. Например, благодаря сопротивлению радикалов было отвергнуто предложение о создании дополнительного колониального парламента, подчинённого королю. Конгресс постановил, что колонисты обладают всеми правами англичан, потребовал отмены «нестерпимых законов» и повторил идею «никакого налогообложения без представительства». Было принято решение не ввозить и не потреблять английские товары и не вывозить своих товаров в Великобританию, а к нарушителям применять бойкот. Но из-за преобладания консерваторов конгресс замалчивал требования народа об отделении от Великобритании.
Формально Конгресс присвоил себе революционную власть только 26 июня 1775 года, но к тому времени он уже фактически правил на протяжении 13 месяцев. Так, возникнув в качестве трибуны, места дискуссии, Конгресс вскоре стал активной руководящей силой.
На местах комитеты, выполняя постановления Конгресса, следили за соблюдением бойкота и неисполнением спущенных из Великобритании репрессивных мер. Для охраны комитетов, надзирающих за соблюдением распоряжений Конгресса на местах, создавались вооружённые отряды. Комитеты брали под контроль деятельность торговцев. В случае саботажа бойкота или даже просто выражения поддержки Великобритании кем-либо из граждан, к ним применялись различные меры воздействия — от словесных увещеваний до расстрелов.
Революционные организации брали на себя решение не только важнейших вопросов, вроде выборов делегатов и выработки программ, но и занимались бытовыми вопросами, выслушивали просьбы граждан.
Комитеты, конвенты превращались в органы власти, а на основе отрядов местной милиции была образована революционная континентальная армия.

### Афроамериканские рабы
Около 20 % всего населения восставших колоний (порядка 600 000 человек) составляли негры. При этом они составляли главную производящую силу, поскольку, как правило, начинали работать с девятилетнего возраста и работали всю жизнь на пределе физических возможностей. Оправдывая право колоний на восстание против короля, наиболее последовательные из американских революционеров признавали и право раба восстать против своего господина, находя это соответствующим «законам природы».
Негры охотно принимали участие в войне за независимость, если за службу им обещали свободу. Например, в штате Вирджиния королевский губернатор лорд Данмор начал массовое рекрутирование рабов, пообещав им свободу, защиту семьям, и земельные наделы. Род-Айленд в 1778—1779 годах предоставил в распоряжение Вашингтона полк, целиком состоявший из негров. Один из американских офицеров писал о армии колонистов: «нет ни одного полка, где бы не было негров в избытке». Штат Массачусетс наградил 34 фунтами стерлингов негритянку Дебору Ганнет, которая, переодевшись мужчиной, 14 месяцев сражалась в рядах 4-го Массачусетского полка.
Если же легальный путь к освобождению оказывался закрыт, то негры обращались к бегству, восстанию или иному способу выражения своего недовольства, в частности, было распространено направление коллективных петиций в революционные органы.
В целом, революционная ситуация побудила негритянское население более активно добиваться свободы: участились восстания и заговоры рабов. Массовое бегство рабов началось буквально с первых дней вооружённой борьбы. С 1775 по 1778 годы не менее 100 000 рабов (то есть каждый шестой) бежали, хотя в случае перехода к англичанам они, как правило, находили новое рабство или даже смерть. Бегство рабов привело плантации Южной Каролины и Джорджии чуть ли не в полуразрушенное состояние. Южная Каролина потеряла до одной трети (25 тыс. чел.) всех своих рабов вследствие побегов или гибели. В 1770—1790 чёрное население Южной Каролины (преимущественно рабы) сократилось с 60,5 % до 43,8 %, Джорджии — с 45,2 % до 36,1 %.
При отступлении из Саванны и Чарльстона британцы эвакуировали до 10 тыс. чёрных рабов, из которых около 3 тыс. «чёрных лоялистов» были поселены в Канаде. Остальные были переселены в метрополию, или вест-индские колонии Карибского моря. Около 1200 «чёрных лоялистов» были позднее переселены из Новой Шотландии (Канада) в Сьерра-Леоне, где они стали лидерами этнической группы Крио. Массовое привлечение рабов на свою сторону помогло бы Англии подавить Американскую революцию, но для этого реакционная империя должна была бы обещать им свободу, то есть оказаться радикальнее революционеров.
В конечном счёте негры-свободные и негры-рабы сыграли заметную роль в борьбе за независимость. Не менее 5 000 негров служили в революционной армии в качестве кадровых солдат. Многие другие исполняли обязанности возчиков, поваров, проводников и сапёров.
Ряд северных штатов с 1777 года начали отмену рабства. Первым из них стал штат Вермонт, закрепивший отмену рабства в своей конституции. За ним последовали Массачусетс, Нью-Йорк, Нью-Джерси и Коннектикут. Формы отмены рабства в разных штатах различались; предусматривалось либо немедленное освобождение рабов, или постепенное, безо всяких компенсаций. Ряд штатов образовали школы для детей бывших рабов, в которых они обязаны были учиться до своего совершеннолетия. Однако число получивших свободу рабов ограничилось лишь несколькими тысячами.
В первые двадцать лет после войны законодательные собрания штатов Виргиния, Мэрилэнд и Делавэр облегчили условия для освобождения рабов. К 1810 году доля свободных негров выросла в Виргинии с менее чем 1 % в 1782 до 4,2 % в 1790, и 13,5 % в 1810. В Делавэре к 1810 году были освобождены три четверти негров, в целом на верхнем Юге доля свободных негров выросла с менее чем 1 % до 10 %. После 1810 года волна освобождений на Юге практически прекратилась, в первую очередь — в связи с началом хлопкового бума.

### Индейцы
Большинство индейских племён не видело особого смысла ввязываться в конфликт одних европейцев с другими, и старались не участвовать в войне, сохраняя нейтралитет. Вместе с тем, индейцы, в целом, поддерживали Британскую Корону. Основной причиной этого был тот факт, что метрополия запрещала колонистам, во избежание конфликтов с индейцами, селиться к западу от Аппалачских гор — один из запретов, наиболее сильно раздражавших самих колонистов.
Вместе с тем историками всё же отмечено незначительное участие индейцев в войне. Четыре племени ирокезов при поддержке британцев атаковали американские аванпосты. В то же время, проживавшие в то время в штате Нью-Йорк племена онайда и тускарора, наоборот, поддержали революционеров.
Британцы организовали серию индейских рейдов на поселения фронтира от Каролины до Нью-Йорка, обеспечивая индейцев оружием и поддержкой лоялистов. В ходе подобных рейдов было убито много поселенцев, особенно в Пенсильвании, а в 1776 году чероки атаковали американских колонистов вдоль всего южного фронтира. Наиболее крупным индейским вождём в этих нападениях стал мохок Джозеф Брант, в 1778 и 1780 годах атаковавший ряд мелких поселений силами отряда в 300 ирокезов и 100 белых лоялистов. Племена Ирокезской конфедерации сенека, онондага и кайюга заключили союз с британцами против американцев.
В 1779 году части Континентальной армии под командованием Джона Салливана совершили ответный карательный рейд, опустошив 40 ирокезских деревень в центральной и западной частях штата Нью-Йорк. Силы Салливана систематически сжигали деревни и уничтожили до 160 тыс. бушелей зерна, оставив ирокезов без запасов на зиму. Столкнувшись с угрозой голодной смерти, ирокезы бежали в район водопада Ниагара, и в Канаду, в основном — в район будущего Онтарио, где британцы предоставили им земельные наделы в качестве компенсаций.
С окончанием войны британцы, не проконсультировавшись со своими индейскими союзниками, то есть фактически предав их, передали контроль над всеми землями американцам. В то же время до 1796 года Корона отказывалась оставить свои форты на западном фронтире, планируя организовать там независимое индейское государство («Индейская нейтральная зона»).

## Организация армии
Англия обладала превосходящими людскими, финансовыми и военными ресурсами, поэтому в армейской среде были распространены шапкозакидательские взгляды на войну с колонистами. Английские офицеры были убеждены в неполноценности американцев, доходя в своей уверенности даже до расистских идей. При этом они ожидали массовой поддержки против «кучки мятежников», в соответствии с чем и строили военные планы. Столкнувшись же на деле с полным неприятием колонистов, англичане стали регулярно применять террор против колониального населения. Так, не раз сжигались города — Чарлстон и Бедфорд в Массачусетсе, Кингстон в Нью-Йорке, Бристоль в Род-Айленде, Джорджтаун в Южной Каролине, Нью-Лондон, Гротон, Фэрфилд и Норуолк в Коннектикуте, Спрингфилд и Коннектикут-Фармс в Нью-Джерси. Имели место и случаи массового убийства сдавшихся в плен воинов революционной армии, как поступили немецкие наёмники в сражении на Лонг-Айленде и английские войска в Форт-Гриннелле, которыми командовал предатель Арнольд. Также были повешены некоторые американские офицеры — как капитан Джосия Хадди и полковник Айзек Хейн. Лишь ответный террор колонистов заставил англичан прекратить эти зверства. Но на протяжении всей войны бесчеловечному обращению подвергались пленные: сотни их умирали от голода и от стеснённости, особенно на кораблях.
Согласно плану, английская армия должна была блокировать порты и разгромить мятежников по частям. Ей удалось в разное время занять все важные порты почти без сопротивления, кроме Чарльстона в мае 1780 года, когда было взято в плен 5,5 тысяч американцев. Но вовлечь континентальную армию в генеральные сражения по европейскому образцу не удавалось. Американцы, особенно под командованием Вашингтона и Грина, использовали партизанскую тактику, затягивая англичан вглубь территории, дальше от портов, делали неожиданные засады, отходы и быстрые переходы, нападали ночью и в непогоду, ориентировались на меткую стрельбу, а не на привычную для англичан штыковую атаку после неприцельной пальбы. Войскам регулярно помогали городские ополчения (милиция), выходившие на поле боя. Слабая воинская дисциплина колонистов искупалась единством и силой морального духа. Вашингтон и другие лучшие командиры понимали демократический дух армии и сами соответствовали ему. Например, Израэль Патнэм, пятый по положению генерал континентальной армии, разъезжал верхом во главе своих массачусетских воинов в одной рубашке, с рваной гражданской шляпой на голове. Демократизм и идейная сплочённость помогали американцам быстро оправляться даже от тяжёлых ударов и неожиданно достигать успехов.
Боевой опыт, полученный колонистами за годы столкновений с индейцами, активно использовали такие партизанские командиры как Эндрю Пикенс, Томас Самтер, Фрэнсис Мэрион, Джеймс Уильямс, Уильям Дэвис и Илайджа Кларк. Их небольшие отряды добивались разгрома целых рот и даже полков англичан.
Историк Г. Аптекер подытоживает: «Слово „американец“ стало для многих представителей правящих кругов Англии равнозначным слову „крадущийся“».
Конгресс ещё в 1775 году заявил о создании военно-морского флота, но и на море война велась партизанскими методами. Американские корабли добывали припасы на островных колониях Британии и в большом количестве уничтожали английские корабли: только каперы за первые двадцать месяцев вооружённой борьбы вписали в свой актив 753 английских торговых корабля. От дерзких атак Джона Пола Джонса пострадало и побережье Ирландии, и даже некоторые пункты самой Англии.
Значительна была помощь, оказанная американцам Францией как на море, так и на суше. Так, поражение англичан в битве при Йорктауне в октябре 1781 года, ставшей последним крупным сухопутным сражением войны, было во многом обусловлено действиями французского флота, отрезавшего англичан от метрополии; на поле боя французы ненамного уступали в численности американцам: 7800 и 8845 человек соответственно.

## Начало войны
В феврале 1775 года обе палаты британского парламента в своём обращении к королю признали наличие восстания.
В апреле 1775 года генерал Гейдж отдал тайный приказ своим войскам разоружить мятежников, взять под арест их главарей и уничтожить склад оружия, расположенный в близлежащем Конкорде. Колонисты вовремя узнали об этих планах и послали верховых предупредить местных жителей о приближающихся частях. Получив известие, предводители повстанцев скрылись, но в Лексингтоне, при попытке войск расформировать ополчение, завязалась перестрелка, погибло восемь американцев. По пути английские войска то и дело попадали под прицельный огонь колонистов, применивших тактику партизанской войны. Правительственные части потеряли до 300 человек убитыми и по возвращении в Бостон оказались в осаде. Эти события, получившие известность, как Сражения при Лексингтоне и Конкорде, стали первыми вооружёнными столкновениями в ходе борьбы.
В мае 1775 года на II Континентальном конгрессе были приняты подлинно революционные решения, включая провозглашение независимого правительства. Из ополченцев Бостона и прилегающих территорий была создана регулярная армия, её возглавил почтенный землевладелец из Вирджинии Джордж Вашингтон. Началась борьба, которую американцы назвали Революционной, а британцы — Войной Америки за независимость.
Американцы совершили удачный рейд в мае 1775 года, захватив врасплох два форта у канадской границы и множество артиллерийских орудий. Затем их постигла неудача: бесполезная зимняя осада Квебека положила конец надеждам на быструю победу. В течение всей войны Канада оставалась британской и служила плацдармом для их военных операций. Одновременно англичане укрепили Бостон и, когда повстанцы начали занимать высоты на подступах к городу, под командой генерала Уильяма Хау перешли в контратаку. Они избрали изначально ошибочную тактику наступления вверх по склону и попали под шквальный огонь защитников. Позиции американцев всё же были смяты, но победа при Банкер-Хилле стоила Хау половины его более чем двухтысячной армии и вселила в колонистов уверенность в том, что англичан можно разгромить.
Не дожидаясь, пока повстанцы подтянут к городу захваченные в фортах пушки, англичане покинули Бостон в марте 1776 года. Их попытки заключить мирный договор ни к чему не привели. В Америке крепло всеобщее желание полностью порвать с метрополией, а написанный родившимся в Англии радикалом Томом Пейном памфлет «Здравый смысл» усилил решимость сторонников независимости.

## Независимость США

Картина Джона Трамбулла Подписание Декларации Независимости

В июле 1776 года Континентальный конгресс проголосовал за отделение и принял Декларацию Независимости, автором которой был Томас Джефферсон. В Декларации осуждалась тирания Георга III и провозглашалось право всех людей на «жизнь, свободу и стремление к счастью». 13 бывших колоний стали называться Соединёнными Штатами Америки.
После неудачной попытки завладеть городом Чарлстон (Южная Каролина) британцы перебросили свои силы на север. С июля 1776 года Уильям Хау одержал ряд побед: захватил Нью-Йорк и нанёс несколько ощутимых ударов по войскам Вашингтона, которому пришлось отступить за реку Делавэр. Вашингтон не имел особого таланта полководца, и его люди не могли сравниться с регулярными английскими силами, но этот сильный человек никогда не сдавался, к тому же у англичан, которые воевали на чужой территории, стали возникать проблемы с припасами и пополнением. Вашингтон поднял боевой дух своих войск, вновь перейдя через реку Делавэр и застав врасплох почти тысячный гарнизон врага рождественской ночью 1776 года. Впрочем, в следующем году успех снова был на стороне генерала Хау, захватившего Филадельфию. Армия Вашингтона сильно поредела после той морозной зимы.
Англичан подвело безнадёжно плохое планирование. Пока корпус Хау шёл на Филадельфию, другой генерал, Джон Бэргойн, надеясь соединиться с ним к северу от Нью-Йорка, повёл своё войско из Канады в сторону города Олбани по трудной местности, попадая в засады повстанцев. В итоге англичане попали в окружение превосходящих сил противника и сложили оружие под Саратогой. Вдохновлённые успехами повстанцев, французы вступили в войну на стороне Америки. Вскоре их примеру последовали испанцы и голландцы. Британцам, которые потеряли господство на море, пришлось бороться на нескольких фронтах. Георг III уже готов был пойти на уступки, но американцам нужна была только независимость.

## Новая стратегия
Как бы там ни было, Британия продолжала войну. Её войска ушли из Филадельфии, но удерживали Нью-Йорк, на северном фронте велись бои с переменным успехом. В 1778 году англичане перешли к новой стратегии, поставив целью захват южных земель с их плантациями табака, риса и индиго. Сначала всё шло успешно: англичане заняли Джорджию, разгромили американские и французские части, пытавшихся захватить Саванну, окружили и заставили сдаться крупное формирование неприятеля под Чарлстоном и разбили генерала Гейтса — победителя в битве под Саратогой — под Камденом (Южная Каролина). Затем британский командующий лорд Корнуолис решил захватить Северную Каролину — и совершил роковую ошибку. Американцы под командованием Натаниэля Грина отступили, попутно изматывая противника.
Англичане вновь отошли на земли Виргинии, их штаб укрылся в Йорктауне, на берегу Чесапикского залива. Американцы, к тому же не очень согласованно действовавшие с союзниками, на этот раз собрали большие силы вокруг англичан, заблокировав их с моря французскими судами, и обратили на них шквал артиллерийского огня. Вскоре всё было завершено.

## Парижский мир
Англичане сдались 19 октября 1781 года. По сути, война американцев за независимость подошла к концу. Британские силы оставались в Нью-Йорке ещё два года, но боевые действия велись против французов и за пределами Штатов. В сентябре 1783 года был подписан Парижский мир, признавший независимость Соединённых Штатов Америки.

## Последствия революции

### Экономические последствия
Революционными правительствами штатов были отменены такие феодальные законы, как закон о наследовании земли без права отчуждения и закон, устанавливающий право первородства, по которому вся земля доставалась лишь одному наследнику. Данные меры, интегрируя землю в капиталистический товарооборот, способствовали прогрессу в плане раскрепощения экономики и расширения социальной подвижности.
Фонд наличных земель молодой республики был расширен за счёт конфискации королевских лесов, конфискации поместий тори, отмены власти Англии над огромным земельным массивом, простиравшимся от Аппалачей до Миссисипи. Правда, в последнем случае дело касалось земель, фактическими владельцами которых были десятки тысяч индейцев, но данное обстоятельство не сумело остановить алчных до земли американцев.
Конфискация и распродажа поместий тори привели к значительному перераспределению земельной собственности, оказав определённое уравнительное влияние, которое, однако, было частично сведено на нет новой концентрацией собственности в руках земельных спекулянтов. Тем не менее, революция привела к более широкому распределению земельной собственности, чем это было в дореволюционный период.
Соединённые штаты добились торгового доступа в порты юга Европы, Вест-Индии, Южной Америки и Азии.
Аннулирование колониями своей задолженности Англии высвободило повсеместно, особенно среди южных плантаторов, значительные капиталы, которые были вложены в разные области деловой активности, в первую очередь в спекуляции землями и торговлю пушниной.
Война дала толчок развитию промышленности, особенно текстильной и металлообрабатывающей. Растущая промышленность способствовала самостоятельности в обеспечении потребностей внутреннего рынка. Начался процесс правительственного субсидирования капиталистического предпринимательства, движимого целями частной наживы. Избавившись от колониального подчинения, американская буржуазия получила свободу для вложения своих капиталов, появились первые банки и другие объединённые коммерческие предприятия, созданные на акционерной основе.

### Социальные последствия
Американской революцией впервые на столь обширной территории был установлен республиканский способ правления — для своего времени наиболее прогрессивный из основывавшихся на частной собственности; индивидуальная диктатура и наследственная монархия были отвергнуты. Как в конституциях отдельных штатов, так и в «Статьях конфедерации» и позднее в конституции Соединённых Штатов был воплощён ряд принципов, гарантирующих значительную степень народного суверенитета. Эти принципы содержали в себе такие положения как:
- Законное правление требует согласия народа.
- Народ имеет право на свержение деспотического правительства путём революции.
- Гражданская власть подчиняет себе военную.
- Разделение законодательной, исполнительной и судебной сфер государственного управления.
- Власть правительства ограничена законом.
- Ограничение географической централизации власти путём предоставления местным правительствам существенной доли независимости.

Было увеличено число государственных постов, прямое назначение на которые заменялось выборами. Запрещалась передача постов по наследству. Круг лиц, пользующихся избирательными правами, был значительно расширен за счёт снижения имущественного ценза, в ряде штатов право голоса перестало быть привязанным к владению землёй.
Революция ускорила разрыв с англиканской (торийской) церковью, дала толчок росту диссидентских церквей. Усиливалось движение за отделение церкви от государства и религиозную свободу. Самым передовым законодательным актом в этой области явился статут о религиозной свободе, внесённый Томасом Джефферсоном в законодательное собрание Виргинии в 1779 году. Принятый лишь в январе 1786 года, после семи лет яростной борьбы, он представлял собой предел достижений революционной эры в области отношений между церковью и государством, окончательно утверждая принцип свободы вероисповедания.
Революция оказала благотворное воздействие как на взгляды белых в отношении негров, так и на сознание самого негритянского народа, начавшего организовываться для борьбы за свои права и выдвигать коллективные требования о различных формах облегчения своей участи — от ликвидации рабства до предоставления права участвовать в выборах и получать образование.
Были расширены права женщин на собственность и наследство. Значительный прогресс был достигнут в области женского образования: создание школ для девочек стало в годы революции обыденным явлением.
Делу народного образования оказывалась серьёзная государственная поддержка. Часть денег и земель, конфискованных у лоялистов, государство использовало непосредственно для целей просвещения. Так, Трансильванский университет в Лексингтоне был основан на базе восьми тысяч акров земли, конфискованной у тори. Развивалась тенденция к преобладанию светского образования над религиозным. Если из десяти колледжей, созданных к 1776 году, лишь один был светским, то на протяжении последующих двух десятилетий было основано уже четырнадцать колледжей и из них только четыре были религиозными организациями.
Война благодаря своему физическому воздействию привела к значительному прогрессу в области медицинской практики. В годы революции появились первые медицинские руководства, фармакопеи и системы аттестации врачей.
Значительной демократизации подверглись криминалистика и пенология. Концепция врождённой испорченности человека теперь уступала место рассмотрению социальных условий, в которых происходило падение индивидуума. Были существенно гуманизированы системы тюрем и уголовного наказания. В годы революции получило начало движение за отмену тюремного заключения за долги.
Прогрессивные сдвиги в социальной, экономической и политической областях оказали поистине революционное воздействие на жизнь нации, вдохновляя и другие народы на борьбу за лучшее общественное устройство.

## Влияние американской революции

### Англия
К началу революции в американских колониях Англия переживала период острой внутренней нестабильности. В годы Семилетней войны (1756—1763) население сельских районов с оружием в руках восставало против мобилизации его в национальную милицию; восстания подавлялись с участием регулярных войск. Массовая демобилизация по окончании этой войны вызвала безработицу и голод. В 1767 году произошёл бунт матросов военно-морского флота, забастовка моряков и портовых работников, шляпников и ткачей. Страна была на грани гражданской войны. Политическое недовольство населения выражалось в массовой поддержке радикального демократа Джона Уилкса.
Агрессивная антиамериканская политика королевской власти стала дополнительным фактором роста массового недовольства. В революционные годы английское правительство имело огромные трудности при вербовке в армию для борьбы с колонистами. Продолжались и забастовки, зачастую принимавшие затяжной и кровавый характер. Например, осенью 1779 года в окрестностях Манчестера текстильщики-разрушители машин вели бои с войсками, вооружившись косами и примитивными ружьями. Протест масс выразился и в разрушительном антикатолическом бунте Гордона в июне 1780 года.
Георг III к концу 1760-х годов взятками и коррупцией поставил кабинет и парламент под свой контроль. В 1770-х годах в парламенте вносилось множество предложений реформ: введение ежегодных выборов, расширение избирательного права (лишь 3 % мужчин имели право голоса), выплата жалования депутатам. В 1779 году требование парламентской реформы приобрело национальный характер.
Английская буржуазия считала своими союзниками лидеров революционного движения в Америке и имела с ними тесные связи. Так, в 1770 году палата общин Южной Каролины перечислила 1500 фунтов «Лондонскому обществу защиты билля о правах», чтобы помочь уплатить долги Джона Уилкса, который ещё с 1760-х годов был связан с деятелями американского движения за независимость. «Конституционным обществом» в Англии был организован сбор средств для помощи вдовам и сиротам американцев, убитых при Лексингтоне и Конкорде. Джон Хорн Тук — руководитель этого общества — был приговорён к тюремному заключению за «мятежную клевету». Томас Пейн в 1775 году передал английским властям прошение американских колонистов, оставшееся без ответа, и поддержал революцию. Многие политические деятели признавали справедливость борьбы американцев за независимость. Даже брат английского короля, герцог Глостерский, находясь во Франции, выражал поддержку американским повстанцам. Это побудило Лафайета примкнуть к американцам.
По политическим мотивам адмирал Огастес Кеппель наотрез отказался командовать кораблями в войне против Америки. Такую же позицию занял армейский военачальник лорд Эффингэм. Кеппель был предан военному суду и добился оправдательного приговора с помощью своего адвоката Томаса Эрскина. Многие офицеры также отказывались от участия в боевых действиях.
В годы войны в Англии нарастали антикоролевские и проамериканские настроения. В апреле 1780 года большинство палаты общин проголосовало за сокращение власти короля. В феврале 1782 года значительным большинством голосов палата лордов высказалась против дальнейших попыток привести американские колонии к покорности. Через месяц пало правительство Норта. Были проведены парламентские реформы, предусматривавшие:
1. исключение правительственных поставщиков из палаты общин;
2. ограничение числа лиц, получающих пенсии, и отмену многих синекур;
3. лишение избирательных прав чиновников ведомства государственных сборов, которые прежде были обязаны голосовать за правительственных кандидатов.

Американский историк Герберт Аптекер приводит ряд суждений, отражающих значение американской революции для Англии. Профессор Копленд: «Тот факт, что крах системы правления Георга III был обусловлен „позором и превратностями“ войны в Америке, является одним из наиболее непреложных фактов в истории». Профессор А. Л. Бёрт: Американцы, «вырвав свободу из рук Англии… завоевали её и для неё самой». Американская война «сокрушила систему личного правления и контроля Георга III и развязала руки парламенту». Король «продолжал царствовать, [но] ни он сам, ни один из его преемников уже не обладал реальной властью».

### Уэльс
Американская война пробудила чувство политического самосознания в Уэльсе. Первая книга на валлийском языке, посвящённая чисто политическим вопросам, вышла в 1776 году. Это был выполненный Дэвидом Джонсом перевод памфлета Трефива о характере конфликта в Америке. Оппозиционный деятель Уэльса Дэвид Уильямс, друг Франклина, в 1782 году выпустил «Письма о личной свободе», где, взяв в качестве исходной точки защиту американских революционеров, выдвинул требование парламентской реформы в Англии.
Валлийский философ и священник Ричард Прайс в 1776 году издал памфлет «Замечания о природе гражданской свободы, а также о справедливости и благоразумности войны с Америкой», поддержав революционные методы борьбы.
Известный ориенталист Уильям Джонс боролся за дело свободы Уэльса, выпустив в 1782 году проамериканский памфлет «Принципы государственного управления, изложенные в диалоге между учёным и крестьянином». Издатель этой книги, шурин Джонса — Уильям Дэвис Шипли, настоятель Сент-Асафского собора, подвергся судебному преследованию за «мятежную клевету», но по окончании многолетнего процесса был оправдан, благодаря защите сэра Томаса Эрскина.

### Ирландия
В Ирландии английский колониальный режим был установлен раньше, чем в Америке, и носил более жестокий характер. Католики (90 % населения) не имели права занимать официальный или офицерский пост, не имели права обучать детей в собственных школах; земельная собственность в основном концентрировалась у англичан; ирландцы должны были содержать английскую армию на своей территории и подчиняться английскому парламенту.
В 1761—1777 годах почти по всей территории католической Ирландии шла гражданская война, в которой руководящую роль взяли на себя «Белые парни». На протестантском Севере население также поднималось против англичан: в 1763 году произошло восстание «Дубовых парней» и в 1771 году — «Стальных парней». Широко распространялась протестная литература, среди которой были памфлеты Джонатана Свифта 1720-х годов: «Предложение о всеобщем употреблении ирландской мануфактуры», «Письма суконщика» и «Скромное предложение, имеющее целью не допустить, чтобы дети бедняков в Ирландии были в тягость своим родителям или своей родине».
Идеи освобождения Ирландии и Америки тесно переплетались. Так, опубликованный ещё в 1698 году труд Уильяма Молинукса «О праве английского парламента издавать законы, обязательные для Ирландии» в 1776 году был переиздан в Англии и Америке; а вышедшее в свет в 1775 году исследование Гренвиля Шарпа «Декларация прав народа на участие в законодательстве», направленное против лишения ирландцев избирательных прав, получило широкую известность и в Америке.
Лидеры освободительного движения колоний состояли в постоянной переписке. Ирландский радикал, дублинец Чарлз Лукас стал одним из первых, кому городское собрание Бостона сообщило о «бостонской бойне» 1770 года. В 1771 году Бенджамин Франклин, апостол дела американской свободы, совершил поездку в Ирландию и дважды выступил в ирландском парламенте.
В начале 1770-х годов в Америку хлынула первая крупная волна ирландской иммиграции: в 1770—1775 годах прибыло около 50 тысяч ирландцев. Среди ирландских масс решительно преобладали проамериканские настроения. «Вся Ирландия помешалась на Америке», — писал Гораций Уолпол в 1776 году.
В 1776 году прошли первые выборы в восьмилетний ирландский парламент. Этот парламент представлял интересы протестантского и зажиточного буржуазного меньшинства Ирландии, но даже он активно боролся с английской колониальной политикой за свободу торговли и самоуправление.
В 1778 году в связи с угрозой нападения Франции на Ирландию здесь из протестантов была создана национальная волонтёрская армия, не подчинявшаяся Англии. Её организация была использована для давления на Лондон и осуществления бойкота английских товаров — тактики, перенятой у американцев. В 1780 году все ограничения ирландской торговли были отменены. В 1782 году, с третьей попытки, ирландский парламент единодушно одобрил резолюцию Граттана о полном суверенитете ирландского парламента, на что Англия ответила неохотным и неполным согласием. Чтобы ещё более подчеркнуть влияние Америки, Граттан назвал этот закон «Декларацией независимости Ирландии».

### Канада
Канада вошла в состав английских владений в 1763 году и рассматривалась королевской властью как оплот в борьбе с восставшими колониями. Квебекский акт 1774 года носил феодальный характер.
В революционные годы политика короны была энергично поддержана в Канаде крупными землевладельцами и иерархами католической церкви, но она не снискала одобрения ни крестьян, очевидно составлявших громадное большинство населения, ни английского купечества городов Квебек и Монреаль. Это купечество по примеру тринадцати колоний создало свои комитеты связи и оказало продовольственную помощь Бостону, когда он был закрыт «законом о порте» в 1773 году. Однако в основном купцы Канады вели торговлю пушниной, а потому были теснее связаны с Англией, чем восставшие колонии, и в результате деятельно их не поддержали и заняли нейтральную позицию.
Канадские крестьяне-французы также открыто не поддержали американцев, не разделяя с ними чувства общности. Зато они агрессивно саботировали призыв в английскую армию. Вместо предполагавшихся шести тысяч в канадскую милицию удалось навербовать лишь триста человек, что было на несколько сот меньше числа канадцев, добровольно вступивших в американские войска. Но и этот отряд быстро дезертировал с поля боя в 1777—1778 годах.
Под влиянием американской революции английское правительство законом 1791 года установило в Канаде законодательную систему правления, ограниченную жёстким имущественным цензом, но без религиозных критериев.

### Остальные английские колонии в Америке
Ни в одной из англо-американских колоний за пределами тринадцати восставших Англия не встретила поддержки в подавлении революции. Новая Шотландия, насчитывавшая в 1775 году около 17 тысяч человек, всецело зависела от Англии, но большинство поселенцев было прочно связано семейными и политическими узами с жителями Новой Англии и сочувствовало повстанцам. Здесь произошёл ряд народных выступлений против англичан: поджог складов военных припасов, повальное уклонение от призыва, несколько вооружённых выступлений и рейдов во главе с двумя священниками, Джеймсом Лайоном и Сетом Нобелом; среди других руководителей надо отметить Джонатана Эдди и Джона Аллана. В целом позиция Новой Шотландии была нейтральной.
В Британской Вест-Индии дополнительным фактором, сдерживающим от присоединения к американским повстанцам, являлось наличие в составе населения громадного числа рабов. Так, в 1774 году на Ямайке рабы превосходили по численности белых в пропорции 16:1 (192 787 рабов и 12 737 белых); на Бермудских островах численность их была примерно равной (5632 белых и 5023 раба). Но тесная экономическая связь с тринадцатью колониями и недовольство владычеством Англии привели к некоторым активным действиям. Так, протест против закона о гербовом сборе принял на островах Невис и Сент-Китс такой же бурный характер, как в Нью-Йорке и Бостоне. Гренада и Тобаго в той или иной форме выразили сочувствие повстанцам и приверженность принципу самоуправления во внутренних делах. Жители Багамских островов не только не оказали никакого противодействия американцам, когда те под водительством Айзека Хопкинса высадились, «захватили» Нью-Провиденс и взяли в плен губернатора, но даже помогли повстанцам найти и вывезти военные запасы с острова. От Бермудских островов в 1775 году на Континентальный конгресс прибыла официальная делегация, обратившаяся с просьбой не распространять на острова бойкот торговли, провозглашённый американцами. Просьба была удовлетворена; взамен острова обещали передать повстанцам все запасы пороха.
Фактически вся Британская Вест-Индия на всём протяжении конфликта поддерживала активную торговлю с повстанцами (как непосредственно, так и через посредство голландских и французских островных владений), и их симпатии решительно склонялись на сторону американцев. Только всемогущество Англии на море, да ещё опасность восстания рабов удержали эти острова от формального присоединения к Соединённым Штатам.
На протяжении почти двух десятков лет после подписания мирного договора с американцами Англия в ответ на петиции остального колониального населения почти полностью отменила давние торговые и навигационные акты.
Потеря американских колоний послужила также важным стимулом к тому, что Англия главное место в своей колониальной системе стала отводить уже Индии и Африке. Местом высылки уголовных преступников с 1788 года стала территория Нового Южного Уэльса, что положило начало нынешней Австралии.
Таким образом, Американская революция, бесповоротно вырвав из английской имперской системы одно из важнейших владений, в то же время вызвала сочувственные отклики и способствовала осуществлению значительных перемен на всей громадной территории, находившейся под властью Англии.

### Европейские страны
Американская революция оказала глубокое воздействие на интеллигенцию европейских стран. Велико было, например, её влияние на Александра Радищева.
Поэты «Бури и натиска», как, например, Клингер и Ленц, испытали влияние восстания колоний. Шиллер, Гердер, Виланд, Фосс, граф цу Штольберг, Шубарт, Клопшток, Глейм, Иоганн Вильгельм Людвиг и другие решительно поддерживали либеральные устремления американцев.
Массовый характер в Европе приобрело вступление добровольцев в армию американских колоний, воевавшую против Англии. К числу наиболее известных добровольцев, искренне сочувствовавших освободительным идеям американского движения, принадлежали: Жильбер Лафайет, и Рошамбо из Франции; Кальб и Штойбен из Германии; Костюшко и Пулавский из Польши; Билле и Хаух из Дании; фон Ферзен и фон Штединг из Швеции.
Кондорсе в 1786 году анонимно выпустил в Амстердаме исследование «Влияние Американской революции на Европу». На первое место, говоря о таком влиянии, он ставил тот факт, что недостаточно было, чтобы идеи Просвещения «овладели сердцами добродетельных людей». Требовалось больше: «необходимо, чтобы бедняк и необразованный мог постигнуть их на примере какого-нибудь великого народа». Этим-то примером и явилась Американская революция. Сам Кондорсе стал одним из немногих сторонников республиканского строя накануне Великой французской революции.